# Монделлини, Ники
Ни́ки Монделли́ни (исп. Nicky Mondellini, полное имя Николетта Эдна Монделлини Хаммонд, исп. Nicoletta Edna Mondellini Hammond; 6 июля 1966, Милан, Италия) — известная мексиканская актриса итальяно-британского происхождения и телеведущая.

## Биография
Ее отец — итальянец, мать — британка, профессиональный хореограф. Будущая актриса переехала в Мексику с семьёй, когда её отца направили в длительную командировку. У нее есть две родные сестры. С раннего детства она стала обучаться джазовому и хоровому пению, а также хореографии. В это же время она стала брать уроки актёрского мастерства и в 12 лет дебютировала в театральной музыкальной постановке. В 1983 году актриса впервые снялась на телевидении в теленовелле компании Televisa.
В 1989 году актриса снималась в теленовелле «Просто Мария» в роли медсестры в клинике доктора Валадеса, ухаживающей за престарелым отцом Марии Лопес доном Начо. С тех пор известные мексиканские режиссёры и продюсеры наперебой приглашают актрису сняться в фильмах и сериалах.
В 2005 году в Мехико похищают её двух близких подруг, требуя у их родных крупный выкуп за их освобождение, и она выплатила деньги за их освобождение. После этого инцидента актриса со своей семьёй, а также семьи двух похищенных подруг переехали на постоянное место жительство в Хьюстон. Там она попробовала себя в качестве телеведущей и вела телевизионное ток-шоу о здоровом образе жизни Salud Vital, снялась в двух американских фильмах.
Актриса в совершенстве владеет пятью языками: итальянским, испанским, английским, французским и немецким, хорошо танцует и имеет дипломы бакалавра и магистра в области изобразительного искусства.
Ники Монделлини замужем за инженером-нефтяником из США Элом Уилсоном, имеет троих детей — Марио, Роберта и Стефани.

## Фильмография
- 1989 — Просто Мария — медсестра в клинике доктора Валадеса
- 1992 — Мария Мерседес — Мистика де Ордонес
- 1994 — Маримар — Хема
- 1997 — Эсмеральда
- 2000 — Рамона
- 2005 — Наперекор судьбе — Констанца Бальмаседа
- 2015 — Оставленные / The Leftovers — немка